# Єрвониці
Єрвониці (пол. Jerwonice) — село в Польщі, у гміні Лютомерськ Паб'яницького повіту Лодзинського воєводства.
Населення — 190 осіб (2011).
У 1975-1998 роках село належало до Серадзького воєводства.

## Географія
Село розташоване на Лаській височині у межах Південно-Великопольської низовини.

## Демографія
Демографічна структура станом на 31 березня 2011 року:
|          | Загалом | Допрацездатний вік | Працездатний вік | Постпрацездатний вік |
| -------- | ------- | ------------------ | ---------------- | -------------------- |
| Чоловіки | 91      | 19                 | 60               | 12                   |
| Жінки    | 99      | 20                 | 55               | 24                   |
| Разом    | 190     | 39                 | 115              | 36                   |